# Stelis flacca
Stelis flacca är en orkidéart som beskrevs av Heinrich Gustav Reichenbach. Stelis flacca ingår i släktet Stelis och familjen orkidéer. Inga underarter finns listade i Catalogue of Life.